# Herman Ottó Intézet
A Herman Ottó Intézet a földművelési tárca egyik minisztériumi háttérintézménye. Ezt a nevet csak 2015. július 1-jétől viseli. 2016 elejétől szerepel a megszűnő intézmények listáján.

## Története
Az Intézet legkorábbi előzményének az 1994-ben – az elődszervezetek összevonásával – a szakképzési törvény alapján a szakképzési összefüggő feladatok operatív végrehajtó háttérintézményeként létrehozott Agrárszakoktatási Intézet (ASZI) tekintehető, Budapest XXII. kerület Park u. 2. székhellyel. Amikor 2002-ben az ASZI feladatköre a termelési szaktanácsadással bővült, új neve az FVM Képzési és Szaktanácsadási Intézet (FVM KSZI), egyúttal Országos Szaktanácsadási Központ is lett. Az FVM KSZI
tevékenységéhez 2007-ben kapcsolódott a vidékfejlesztés; ettől kezdve FVM Vidékfejlesztési, Képzési és Szaktanácsadási Intézet (FVM VKSZI) volt a neve. A minisztérium nevének módosulását követően az intézet neve 2011-ben  VM Vidékfejlesztési, Képzési és Szaktanácsadási Intézet (VM VKSZI) névre módosult, majd 2012 áprilisától a név Nemzeti Agrárszaktanácsadási, Képzési és Vidékfejlesztési Intézet (NAKVI) lett.
A NAKVI 2015. július 1-jétől vette fel a Herman Ottó Intézet nevet, miután  a Nemzeti Környezetügyi Intézet feladataival és munkatársaival kiegészült. Az intézmény létszáma ekkor 137 fő volt.

## Feladatai
„ˇ"A földművelésügyi tárca kibővült feladatkörű háttérintézménye a közösségi, kulturális és gazdasági fejlesztések, valamint a kormányzati, civil és egyházi szervezetek közötti valós együttműködések kialakítása mellett, a hazai természeti értékek megőrzését, környezetünk védelmét tekinti alapvető feladatának. Az intézet tevékenységeinek fókuszában a környezet- és természetvédelem áll, így a társadalmi tudatformálást, továbbá a különböző érdekcsoportok együttműködését segíti, de elsődleges tennivalója a szakpolitikai döntések tudományos megalapozása. Szakmai segítséget nyújt az európai uniós irányelvekhez és nemzetközi egyezményekhez kapcsolódó tevékenységekhez, jelentések előkészítéséhez, jogszabályok véleményezéséhez. Emellett folytatja legrégebbi felelősségi területének, az agrárszakképzésnek a gondozását. Továbbá ellátja az intézetet érintő kiemelt programok és nemzetközi projektek menedzselését, ennek részeként koordinálja a szaktárca által meghirdetett Tanyafejlesztési Programot, valamint a Nemzeti Értékek és Hungarikumok pályázatot.”

A Kormány 2016 júniusában elrendelte, hogy a "Herman Ottó Intézet megszűnik, feladatait a Környezetvédelmi Termék Nonprofit Kft. gazdasági társaság lássa el. Felelős: földművelésügyi miniszter. Határidő: 2017. január 1. Ilyen nevű kft.-t azonban azóta sem jegyeztek be, a Herman Ottó Intézet Nonprofit Kft. (2009) viszont azóta is működik.

## Főigazgatói
- 1994-1999. szeptember	Dr. Lengyel Sándor
- 1999-2000. november	Dr. Benkő Zsuzsa
- 2000-2009. május	Pataki Tamás
- 2009-2010. július	Hujber Lajos
- 2010-2011. június	Dr. Mikula Lajos
- 2011. júliustól	Dr. Mezőszentgyörgyi Dávid